# UPC bổ sung 5 số
UPC bổ sung 5 số có thể là UPC-A, UPC-E (ngày nay còn có thêm cả EAN-13, EAN-8) với một mã vạch bổ sung ở bên phải của mã vạch chính. Nó được in bên phải và thấp hơn mã vạch chính. Mã vạch phụ này thông thường có các số in phía trên nó (nhưng cũng có thể in phía dưới như mã vạch chính), được sử dụng để mã hóa các thông tin bổ sung sử dụng trong in ấn và phát hành sách.
Người ta cũng có thể bổ sung loại mã vạch mã hóa thêm 2 số nhưng mục đích, cách thức mã hóa và lĩnh vực ứng dụng của chúng không giống với loại bổ sung 5 số.

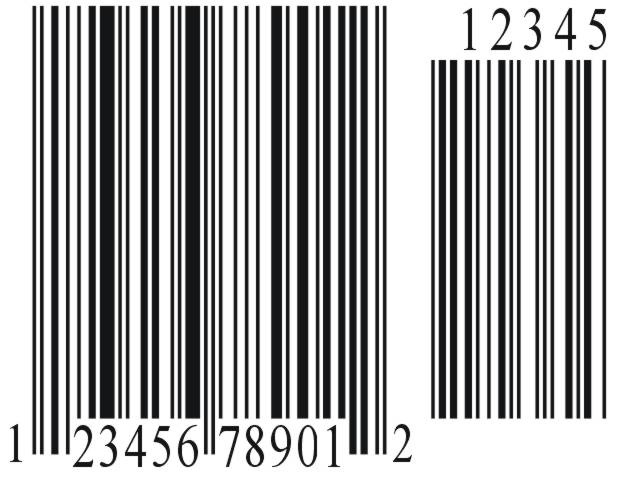
Hình minh họa của UPC-A bổ sung 5 số

## Mục đích
Mã vạch phụ 5 số thể hiện giá bán lẻ của sách được đề nghị. Số đầu tiên thể hiện loại tiền tệ mà giá bán của sách được niêm yết. Giá trị 0 thể hiện đơn vị tiền tệ là bảng Anh, 5 là đôla Mỹ. Bốn số còn lại thể hiện giá của cuốn sách đó. Ví dụ 52239 là giá của cuốn sách đó bằng 22,39 đôla Mỹ. Có lẽ những người ở UCC cho rằng sách không có giá quá 99,99 USD (hay bảng Anh), ngoại trừ một số ngoại lệ dưới đây.

### Một số thông tin khác
- Cụm số "90000" chỉ ra rằng cuốn sách này không có quy định cụ thể về giá bán lẻ.
- Các cụm số từ "90001" đến "98999" chỉ sử dụng trong nội bộ của một số nhà xuất bản.
- Cụm số "99990" chỉ ra rằng đây là sách đã qua sử dụng (do US National Association of College Stores quy định).
- Cụm số "99991" chỉ ra rằng đây là bản copy mang tính chất để biếu (miễn phí).

## Cấu trúc
Cũng giống như việc mã hóa của mã vạch phụ 2 số, mã vạch 5 số tuân theo cấu trúc sau:
- Các vạch bảo vệ trái, có giá trị bit 1011.
- Mã hóa của ký tự đầu tiên, được mã hóa theo mẫu tính chẵn lẻ dưới đây.
- Ký tự phân tách, có giá trị bit là 01.
- Mã hóa của ký tự thứ hai, được mã hóa theo mẫu tính chẵn lẻ dưới đây.
- Ký tự phân tách, có giá trị bit là 01.
- Mã hóa của ký tự thứ ba, được mã hóa theo mẫu tính chẵn lẻ dưới đây. v.v cho đến hết.

Ở đây không có ký tự "kết thúc" hay "dừng" cụ thể. Mã vạch được tính là kết thúc khi sau ký tự phân tách (01) không có ký tự hợp lệ nào nữa.
Các thành phần số được mã hóa trong mã vạch này sử dụng "tính chẵn" hay "tính lẻ" trong tiêu chuẩn mã hóa bên trái của EAN-13 và có tính số kiểm tra. 

## Mẫu tính chẵn lẻ và mã hóa

### Số kiểm tra
Số kiểm tra được tính cho mã vạch này. 
- Lấy tổng của tất cả các số ở vị trí lẻ, sau đó nhân với 3 được số A.
- Lấy tổng của tất cả các số ở vị trí chẵn, sau đó nhân với 9 được số B.
- Lấy tổng của A và B. Số kiểm tra sẽ là số hàng đơn vị của tổng nhận được. Ví dụ với cụm số "12345" thì A = (1+3+5)×3 = 27, B = (2+4)×9 = 54. Số tổng sẽ là 27+54 = 81 và số kiểm tra bằng 1.

### Tính chẵn lẻ
Số kiểm tra sau đó được sử dụng để xét tính mã hóa chẵn hay lẻ của từng vị trí trong chuỗi 5 số của mã vạch phụ theo bảng dưới đây:
| Số kiểm tra | 1    | 2    | 3    | 4    | 5    |
| ----------- | ---- | ---- | ---- | ---- | ---- |
| 0           | Chẵn | Chẵn | Lẻ   | Lẻ   | Lẻ   |
| 1           | Chẵn | Lẻ   | Chẵn | Lẻ   | Lẻ   |
| 2           | Chẵn | Lẻ   | Lẻ   | Chẵn | Lẻ   |
| 3           | Chẵn | Lẻ   | Lẻ   | Lẻ   | Chẵn |
| 4           | Lẻ   | Chẵn | Chẵn | Lẻ   | Lẻ   |
| 5           | Lẻ   | Lẻ   | Chẵn | Chẵn | Lẻ   |
| 6           | Lẻ   | Lẻ   | Lẻ   | Chẵn | Chẵn |
| 7           | Lẻ   | Chẵn | Lẻ   | Chẵn | Lẻ   |
| 8           | Lẻ   | Chẵn | Lẻ   | Lẻ   | Chẵn |
| 9           | Lẻ   | Lẻ   | Chẵn | Lẻ   | Chẵn |

## Ví dụ
Sử dụng chuỗi số "12345" làm ví dụ, tính được số kiểm tra bằng 1 (xem trên đây). Xét bảng tính chẵn lẻ trên đay thì chuỗi này được mã hóa theo trật tự "Chẵn/Lẻ/Chẵn/Lẻ/Lẻ". Vì thế, quá trình mã hóa giá trị "12345" như là mã vạch bổ sung 5 số của mã vạch UPC sẽ như sau:
- Các vạch bảo vệ trái, có giá trị bit 1011.
- Số đầu tiên có giá trị [1] được mã hóa theo tính chẵn, có giá trị bit là 0110011.
- Vạch phân cách, có giá trị bit 01.
- Số thứ hai có giá trị [2] được mã hóa theo tính lẻ, có giá trị bit là 0010011.
- Vạch phân cách, có giá trị bit 01.
- Số thứ ba có giá trị [3] được mã hóa theo tính chẵn, có giá trị bit là 0100001.
- Vạch phân cách, có giá trị bit 01.
- Số thứ tư có giá trị [4] được mã hóa theo tính lẻ, có giá trị bit là 0100011.
- Vạch phân cách, có giá trị bit 01.
- Số thứ năm có giá trị [5] được mã hóa theo tính lẻ, có giá trị bit là 0110001.